# Thomas Holford
Pour les articles homonymes, voir Holford.
Thomas Holford (alias Thomas Acton) (vers 1541 à Nantwich dans le Cheshire - 1er octobre 1588 à Clerkenwell dans l'actuel Londres) est un prêtre catholique anglais, accusé de trahison et exécuté sous le règne d'Élizabeth Ire.

## Biographie
Issu d'une famille passée à l'Anglicanisme - son prère est lui-même prêtre - il exerce le métier de professeur des écoles. Pour des raisons professionnelles il déménage dans le Herefordshire où il devient professeur particulier des enfants de Sir James Scudamore, au château de comté de Holme Lacy dans le comté du même nom. Dans des circonstances inconnues il rencontre en 1579 un prêtre catholique, Richard Davis. Celui-ci le convainc - à moins qu'il n'était déjà convaincu - de devenir catholique. En août 1582 on le retrouve inscrit au collège anglais de Douai alors délocalisé à Reims. Il est ordonné prêtre à Laon le 9 avril 1583. Immédiatement après il repart pour l'Angleterre où il retrouve Richard Davis.
En Angleterre il doit constamment se cacher. Il échappe une première fois à la capture alors qu'il est dans le Middlesex. Il retourne dans son Cheshire natal, mais est finalement arrêté à Nantwich en mai 1585. Interrogé par l'évêque du lieu il refuse le chantage vie sauve contre exil. Il est envoyé à Londres pour être jugé. Sur la route il réussit dans des circonstances étonnantes à échapper à ses gardes,. Il se cache à Londres utilisant un faux nom, celui de Thomas Acton. Il est repéré après avoir célébré une messe clandestine dans le quartier de Holborn. Il finit par être arrêté alors qu'il se rendait chez un tailleur,. Détenu à la prison de Newgate il est condamné à mort le 26 août 1588. Il subit la peine réservée aux traîtres à savoir être pendu, traîné sur une claie jusqu'à la potence et mis en quart.

## Robert Morton
Pour les articles homonymes, voir Morton.
Né dans une famille fidèle à l'Église catholique, Robert Morton nourrit à un âge déjà avancé pour l'époque le projet de devenir prêtre - Il a alors 26 ans. Ne pouvant étudier la théologie catholique en Angleterre, il doit se rendre sur le continent. Il rejoint le collège anglais de Douai. À la mort de son père il préfère revenir en Angleterre un temps avant de repartir avec son oncle Nicholas Morton pour Rome. À Rome il est ordonné diacre. Il est ensuite envoyé au collège anglais de l'Université de Reims, ville où il est ordonné prêtre en juin 1587. De retour en Angleterre il exerce comme prêtre peu de temps avant d'être capturé et emprisonné dans la prison du London's gate. Il a pour compagnon de cellule un autre prêtre Hugh More. Condamné à mort il est exécuté par pendaison avec ce dernier. Richard Martin, un pieu laïc est aussi condamné à mort et exécuté le même jour pour l'avoir un temps hébergé et caché.

## Henry Webley
Pour les articles homonymes, voir Webley.
Nous ne savons que peu de choses sur le passé d'Henry Webley. Nous savons qu'il est converti. Il fait partie du réseau de laïcs catholiques qui vient en aide, cache et nourrit les prêtres catholiques recherchés sur le territoire anglais. Il protège et assiste en particulier William Dean. Il est arrêté alors qu'il s'apprêtait à rejoindre le continent. On le soupçonne de partir afin de se faire ordonner prêtre catholique en France. Il est emprisonné pendant deux ans dans la prison de Marshalsea de Londres avant d'être jugé. Il est condamné à mort pour félonie - Son crime étant d'avoir dans le passé aidé un prêtre catholique. Il est exécuté par pendaison.

## Hugh More
Pour les articles homonymes, voir More.
Né dans une famille passée à l'anglicanisme dont le père était un riche propriétaire terrien et membre du parlement, Hugh More reçoit une excellent éducation dispensée au collège Broadgates Hall aujourd'hui le Pembroke College (Oxford) de l'université d'Oxford. Il étudie le droit au Gray's Inn, institut qui le conduit à fréquenter Francis Bacon futur chancellier. À la suite de sa rencontre avec le jésuite Thomas Stephenson il se convertit au catholicisme, ce qui lui vaut d'être déshérité par son père à l'annonce d'une telle décision. Nourrissant une vocation de prêtre mais ne pouvant étudier la théologie catholique chez lui, il doit se rendre sur le continent. Il rejoint le collège anglais de Douai. Il est ordonné prêtre en 1583. De retour en Angleterre il exerce comme prêtre dans la région de Londres avant d'être arrêté et enfermé dans la Tour de Londres. Il est condamné à l'exil. Dans un premier temps il accepte la sanction et est embarqué avec 71 autres prêtres anglais pour le continent. Rapidement néanmoins il revient en Angleterre. Capturé il est emprisonné dans la prison du London's gate. Il a pour compagnon de cellule le prêtre Robert Morton. Condamné à mort il est exécuté par pendaison avec ce dernier. L'histoire retiendra que Francis Bacon fut parmi ceux qui le condamnèrent.

## Vénération
Reconnus comme martyrs catholiques, Thomas Holford, Robert Morton, Henry Webley et Hugh More furent béatifiés ensemble en 15 décembre 1929 par le pape Pie XI. Avec Thomas Felton, William Dean, William Gunter et James Claxton, eux aussi béatifiés le même jour, ils sont vénérés en tant que martyrs du Sussex. L'Église catholique les fête collectivement le 28 août.
Thomas Holford, Hugh More et Robert Morton sont aussi comptabilisés dans la liste des martyrs de Douai. Tous les huit sont comptés parmi les Cent sept martyrs d'Angleterre et du pays de Galles.

## Voir également